# Safuwan Baharudin
Muhammad Safuwan bin Baharudin (ur. 22 września 1991 w Singapurze) – singapurski piłkarz, grający na pozycji obrońcy.

## Kariera klubowa
Karierę piłkarską Baharudin rozpoczął w klubie Young Lions, gdzie występował w latach 2009–2012. W barwach tego klubu Baharudin rozegrał 58 spotkań i strzelił 9 goli.
W latach 2012–2015 Baharudin był zawodnikiem Singapore Lions XII. Był z niego w 2015 roku wypożyczony do Melbourne City FC. W latach 2016–2017 grał w PDRM FA, a w 2018 przeszedł do Pahang FA.

## Kariera reprezentacyjna
W reprezentacji Singapuru Baharudin zadebiutował w 2010 roku. Wraz z reprezentacją wygrał on AFF Suzuki Cup w 2012 roku. Dotychczas w kadrze narodowej Baharudin rozegrał 25 spotkań i nie zdobył bramki.